# 克利斯·迪博夫
克里斯托弗·約翰·戴維森（英語：Christopher John Davison，1948年10月15日—），藝名克利斯·迪博夫（Chris de Burgh），是一位英國愛爾蘭裔創作歌手和音樂家。他最初是一名藝術搖滾表演者，但後來開始創作更多流行風格的音樂。他在英國有數首單曲進入排行榜前40名，在美國有兩首單曲進入排行榜前40名，但他在其他國家更受歡迎，尤其是挪威和巴西。他1986年創作的情歌《The Lady in Red》在多個國家排名第一。迪博夫的專輯在全球已售出超過4500萬張。

## 早年生活
迪博夫出生於阿根廷聖大非省貝納多圖埃托，父親是查爾斯·約翰·戴維森上校，一位英國外交官，以及梅芙艾蜜莉 (née de Burgh)。他的外祖父是埃里克·德·伯格爵士，他是一名英國陸軍軍官，曾在第二次世界大戰期間擔任印度總參謀長。當他開始演藝生涯時，他用母親的娘家姓“de Burgh”作為藝名，但他的法定姓氏仍然是“戴維森”。他的父親有大量的農業興趣，克里斯早年大部分時間在馬耳他、尼日利亞和比屬剛果度過，迪博夫、他的母親和兄弟陪同戴維森上校從事外交和工程工作。
戴維森一家人最終定居在愛爾蘭韋克斯福德郡的巴吉城堡，當時這座城堡有些破舊。這是一座十二世紀的城堡，埃里克·迪博夫於20世紀60年代購買了它。他把它改造成了一家酒店，年輕的克里斯在那裡為客人唱歌。
迪博夫就讀於英國威爾特郡的馬爾伯勒學院，比尼克·迪博夫低一年級；迪博夫曾請求加入德雷克與四位同學組建的爵士樂隊“香水園丁”，但遭到拒絕，理由是他的品味“太過流行”。迪博夫後來從都柏林聖三一學院畢業，擁有法語、英語和歷史文學碩士學位。

## 音樂事業

### 早年事業
克利斯·迪博夫於1974年與A&M 唱片公司簽訂了他的第一份合同，並支持Supertramp的“世紀罪案”巡演，為自己贏得了一小群粉絲。他的首張專輯《Far Beyond These Castle Walls》延續了《Moody Blues》的傳統，帶有民謠色彩，是一首幻想曲。該歌曲於1974年底發行後未能上榜。幾個月後，他發行了專輯中的一首單曲《Turning Round》，並以“Flying”的名稱在英國和愛爾蘭以外發行。這首歌在英國未能引起反響，但卻在巴西排行榜上位居榜首長達 17 週。對於這位歌手/作曲家來說，這已經成為一種熟悉的模式，因為他在1970年代發行的每張專輯都未能在英國或美國上榜，而在歐洲大陸和南美國家卻取得了巨大的銷量。
1975年，他的第二張專輯《西班牙火車和其他故事》發行。雖然（再次）沒有取得巨大的商業成功，但這張專輯和巡迴擴大了粉絲群，迪博夫開始吸引一群狂熱追隨者。除了史詩般的主打歌之外，專輯中其他深受粉絲喜愛的曲目還包括《Patricia The Stripper》和《A Spaceman Came Travelling》（後者於次年作為單曲發行）。
雖然1977年的第三張專輯《At the End of a Perfect Day》廣受好評，並有前 Fairport Convention 鼓手 Dave Mattacks 和後來的 Fairport 鼓手 Gerry Conway參與，但是未能顯著地看到 Burrus 19785 年的職業生涯。 《Crusader》採取了更電子化的方向，包括Ian Bairnson（前Pilot 成員）、貝斯手David Paton（也是Pilot成員）和鼓手 Stuart Elliott（前Cockney Rebel和他們的樂隊 Rebel）合作。專輯也邀請了Sky 鍵盤手Francis Monkman和Mike Moran 參與創作。即使《十字軍》吸引了大量新粉絲，也未能在英國和美國取得突破。20世紀80年代的《東風》也未能在主要地區進一步吸引（仍然受到狂熱追捧的）追隨者。

### 國際成就
1981年，迪博夫首次憑藉《Best Moves》登上英國排行榜，該專輯收錄了他的早期專輯。它為1982年Rupert Hine製作的《The Getaway》奠定了基礎，憑藉單曲《Don’t Pay the Ferryman》，該專輯在英國排行榜上排名第30位，在美國排名第43位。
1984年，克利斯·迪博夫的後續專輯《Man on the Line》也表現不俗，在美國排名第69位，在英國排名第11位（在德國和瑞士的排行榜上名列前茅）；其首支單曲《High on Emotion》在國際上大獲成功，在多個國家躋身排行榜前20名（特別進入愛爾蘭、法國和瑞士的前5名）英國和美國前50名。
1986年末，克利斯·迪博夫的傷感民謠單曲《The Lady in Red》一炮走紅；這首歌在英國排名第一（在美國排名第三），並在全球範圍內取得了成功，其配套專輯《Into the Light》在英國排名第二（美國排名第25）。那年聖誕節，迪博夫1976年的聖誕歌曲《A Spaceman Came Travelling》重新發行，成為英國較受歡迎的40首歌曲之一。
繼《Into the Light》之後，他於1988年推出了《Flying Colours》，該專輯一經推出便登上了英國排行榜的榜首，但未能進入美國排行榜。迪博夫在美國沒有再成功推出作品，而他在英國的商業命運在20世紀90年代初也開始下滑，但他在世界各地仍然擁有一群追隨者。這主要是因為他之前的唱片公司A&M唱片英國分部在美國不活躍。
1997年，迪博夫創作了一首歌曲《今晚天堂裡有一顆新星》，獻給威爾斯王妃戴安娜。這首歌以100張限量版發行，並收錄在合輯《The Ultimate Collection》（2000年）和《Now and Then》（2009年）中。

### 2007年至2021年
2007年，克利斯·迪博夫計劃於2008年中期在德黑蘭舉辦一場音樂會，與當地樂隊 Arian 聯袂演出，這將使克利斯·迪博夫成為自1979年革命以來第一位在伊朗演出的西方流行歌手。然而，由於伊朗當局未允許他在該國演出，因此音樂會未能舉行。
2008年，迪博夫發行了他的第十七張專輯《Footsteps》，其中包括十三首歌曲的翻唱版本，這些歌曲在他的整個職業生涯中都給予了他靈感，受到鮑勃·迪倫、披頭四、Toto 和皮特·西格 等藝術家的喜愛；這張專輯在英國排名前五。2011年，迪博夫發布了他的第二張專輯《Footsteps 2》，進入英國排行榜前40名。
他是黎巴嫩內戰後第一個在黎巴嫩演出的西方演員。
在2021年10月15日他73歲生日那天，迪博夫發布了由伊朗電影製片人/動畫師Sam Chegini執導的單曲《Legacy》的音樂視頻，這是他的第27張錄音室專輯“羅賓漢傳奇”的動畫音樂視頻。

### 2024年至今：《50》
2024年10月，迪博夫宣布並發行了一張名為《50》的新專輯，記錄了他從事音樂事業的50年。

## 個人生活
克里斯·迪博夫於1977年與妻子黛安結婚。他們住在都柏林達爾基，1997 年搬到威克洛郡恩尼斯凱里市的布希公園莊園。他們於2023年出售了布希公園。他們有兩個兒子，Hubie和Michael，還有一個女兒，羅桑娜·戴維森，她最出名的身份是2003年代表愛爾蘭贏得世界小姐大賽冠軍。他的二表哥，來自卡斯爾厄普頓的丹尼·基納漢於 2015年英國大選至2017年英國大選期間擔任南安特里姆區 (英國議會選區) 議員。